# آنلکا گریگوریان
آنلکا گریگوری گریگوریان (ارمنی: Անելկա Գրիգորի Գրիգորյան؛ ) یک  سیاستمدار اهل ارمنستان است که از تاریخ ۱۱ مارس ۲۰۰۹ تا کنون عضو شورای عمومی جمهوری ارمنستان است.

## زندگی‌نامه
. 